# Caldwell (Arkansas)
Caldwell é uma cidade  localizada no estado americano de Arkansas, no Condado de St. Francis.

## Demografia
Segundo o censo americano de 2000, a sua população era de 465 habitantes. 
Em 2006, foi estimada uma população de 446, um decréscimo de 19 (-4.1%).

## Geografia
De acordo com o United States Census Bureau, a localidade tem uma área de 7,8 km², sem área coberta por água.

## Localidades na vizinhança
O diagrama seguinte representa as localidades num raio de 24 km ao redor de Caldwell. 